# Overpelt

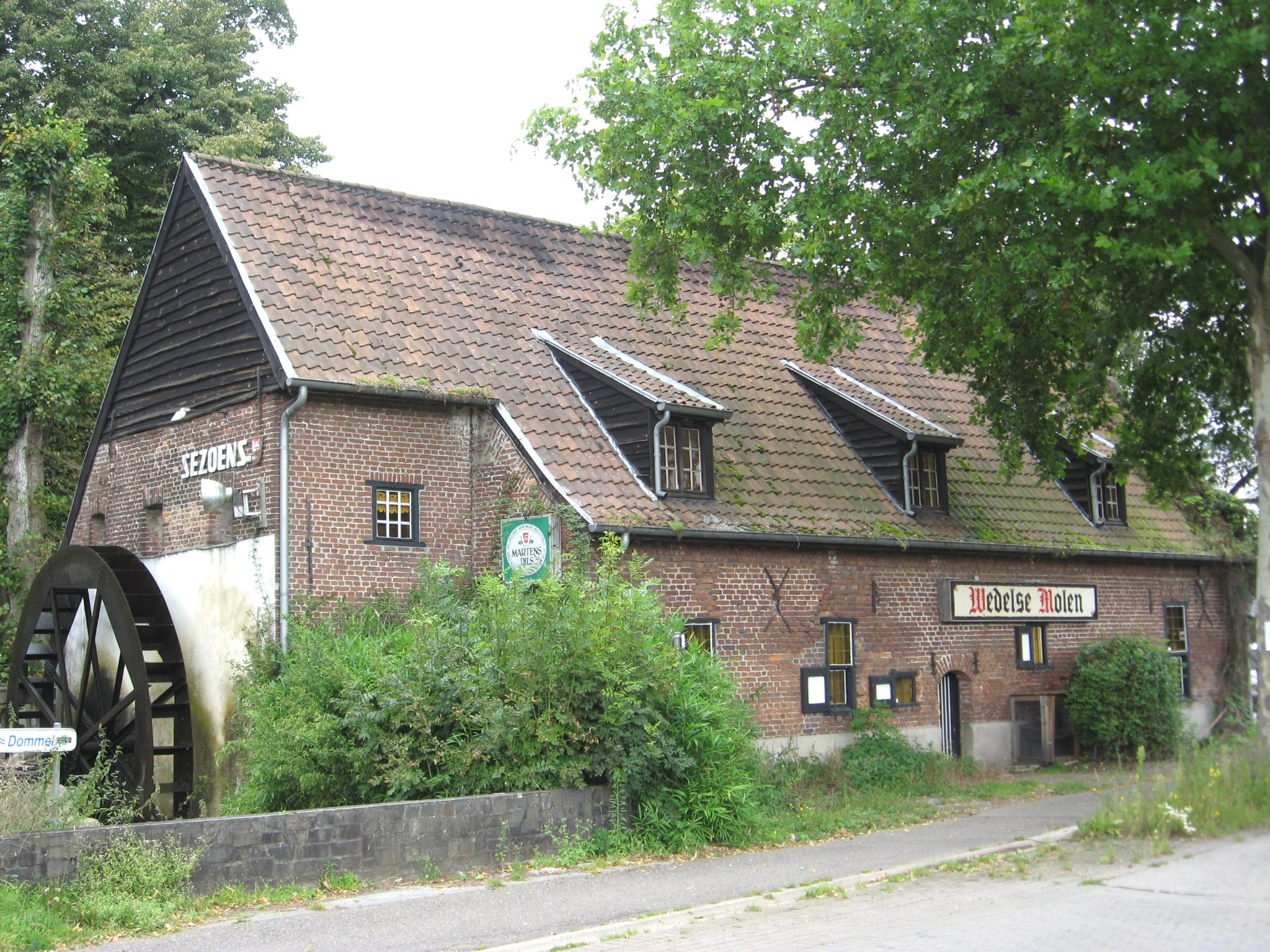
De Wedelse Molen

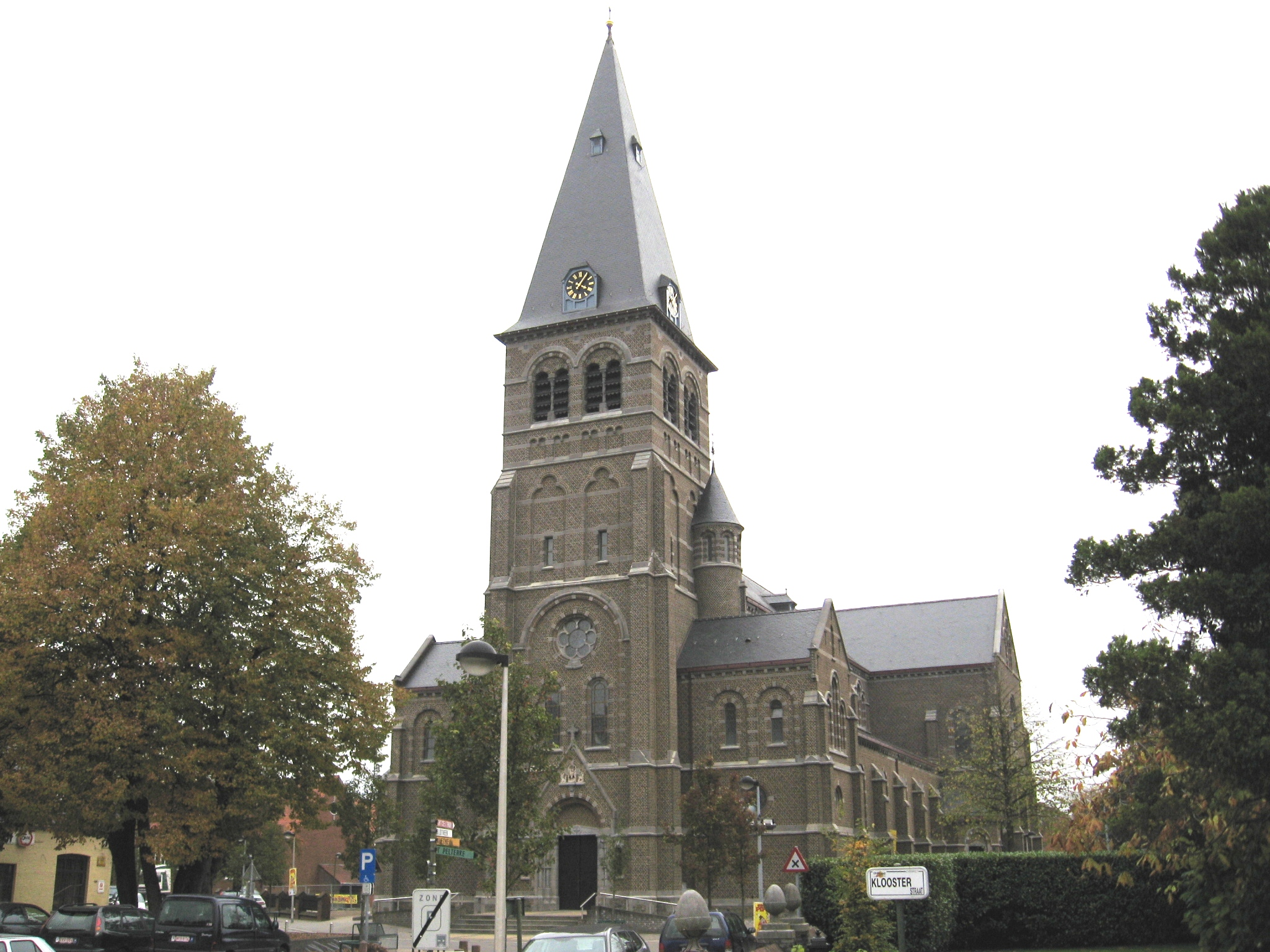
De Sint-Martinuskerk

Overpelt is een plaats en voormalige gemeente in het noorden van de Belgische provincie Limburg. Sinds 1 januari 2019 valt Overpelt als deelgemeente onder de fusiegemeente Pelt. De gemeente telde in 2018 15.478 inwoners. Geografisch gezien hoort het zanderige Overpelt tot de Kempen.

## Toponymie
Overpelt werd voor het eerst genoemd in 815 als Palethe, later als Pelthe en Peelt geschreven. Dit komt van het Latijn: "palus'", wat moeras betekent.
Het huidige dorp Overpelt is ontstaan uit de herdgang Dorp-Hasselt. Hierin is Hasselt een afgeleide van hazelaar.

## Geschiedenis
In Overpelt zijn er sporen van prehistorische beschaving teruggevonden, o.a. zogenaamde urnenvelden. Samen met het lager gelegen Neerpelt werd het vanaf de vroege middeleeuwen dichter bevolkt. Tot 1259 werden Over- en Neerpelt samen met de naam Pelt aangeduid. In de late middeleeuwen en daarna vormt Overpelt, samen met Neerpelt, Kaulille en Kleine-Brogel het ambt Pelt, een bestuurlijk gebied in het Graafschap Loon (tot 1366), daarna in het onafhankelijke Prinsbisdom Luik (tot aan de Franse Revolutie).
Overpelt kende vier herdgangen: Dorp-Hasselt, Lindel, Hoeven-Heesakker en Hoverseinde-Haspershoven, die elk een zekere zelfstandigheid bezaten. Tegenwoordig zijn daaruit de gehuchten Lindelhoeven en Haspershoven voortgekomen, terwijl Dorp-Hasselt tot het huidige centrum Overpelt is uitgegroeid. Het dorp kende drie laathoeven, toebehorend aan respectievelijk de Abdij van Floreffe, de Abdij van Sint-Truiden en de Abdij van Averbode. Vooral de Abdij van Floreffe bezat vanaf 1140 grote gebieden, welke ontgonnen werden en waarop drie hoeven werden gesticht: Grote Hoeve, Kleine Hoeve en Panhoeve. De Abdij beschikte over drie watermolens (Kleine Molen, Wedelse Molen en Bemvoortse Molen), een kapel, visvijvers en een brouwerij.
Een bloeitijd vond plaats in de 16e eeuw, toen de lakennijverheid bloeide. In 1545 werd toestemming verleend tot de stichting van een lakenhal. Ook hield men sindsdien een weekmarkt en twee jaarmarkten.
In de 17e eeuw, toen troepen de streek onveilig maakten, werden er schansen opgericht om de bevolking te beschermen tegen rondtrekkende troepen. Zo ontstonden de Lindelseschans (1627), de Hoevenerschans, de Hoverseindseschans (1679), de Heesakkerschans en de Hasseltseschans (1643). Deels zijn deze schansen nog in het landschap zichtbaar.
Krijgshandelingen heeft Overpelt gekend: In 1543 trokken troepen van Keizer Karel V door Overpelt om de calvinisten in Sittard en Venlo te bevechten. In 1568, in 1577 en 1587 werd Overpelt opnieuw geteisterd, de laatste jaren door protestantse troepen respectievelijk Hollandse ruiters. Van 1638-1640 waren het Hessische troepen, en van 1646-1654 waren het de troepen van Karel IV van Lotharingen welke plunderden en brandschatten. Begin 18e eeuw (Spaanse Successieoorlog) waren het Hollandse troepen en in de 2e helft van de 18e eeuw kwamen er weer allerlei troepen, waaronder de Franse. Door dit alles werd de bevolking ook regelmatig door pestepidemieën en andere ziekten getroffen.
In het Hobos te Overpelt woonde een belangrijke figuur in de strijd tegen de Bokkerijders, Drossaerd Jan Clerx (1759-1840), die tal van Bokkerijders liet terechtstellen.
In 1902 stichtten de Ursulinen in Overpelt een klooster aan de huidige Kloosterstraat. Zij begonnen een meisjesschool, en breidden hun activiteiten geleidelijk uit met een bewaarschool, een kloosterboerderij en (1910) een kapel in gewapend beton (mogelijk de eerste in België). In 1920 volgde een huishoudschool welke later sterk werd uitgebreid, in 1929 een Lourdesgrot, en in 1938 een middelbare school. De gebouwen werden geleidelijk uitgebreid en bestaan nog steeds.
Vanaf 1815 werd Overpelt een gemeente in de provincie Limburg van het Verenigd Koninkrijk der Nederlanden; na de opsplitsing van Limburg (1839) werd het een gemeente in Belgisch-Limburg. Afgezien van de arbeiderswijk in Overpelt-Fabriek behield de gemeente nog tot de jaren 1950-60 een uitgesproken landelijk karakter. Door de uitbreiding van verkavelingen en de uitbouw van het industrieterrein is het uitzicht van de gemeente de voorbije decennia grondig veranderd. Met de komst van het Mariaziekenhuis en talrijke flats evolueerde Overpelt tot een kleinstedelijk gebied, samen met het aanpalende Neerpelt. Een poging om de twee gemeenten in 1977 te fuseren mislukte na plaatselijk protest. Datzelfde jaar stond Overpelt de wijk Kloosterbos af aan zuidelijke buur Eksel.
In 2017 werd bekendgemaakt dat Overpelt en Neerpelt in 2019 fuseren tot een nieuwe gemeente met de naam Pelt. Op zondag 14 oktober 2018 kon de toekomstige gemeenteraad van de nieuwe gemeente Pelt gekozen worden die begin januari 2019 in functie trad.

## Geografie

### Woonkernen
Overpelt bestaat uit vier kerkdorpen: centrum (Sint-Martinus-parochie), Holheide, Overpelt-Fabriek (tussen deze laatste twee ligt het industrieterrein NOLIM-park met bedrijven zoals de zinkfabriek van Nyrstar en Brabantia). Het grootste kerkdorp is Lindelhoeven. Verder zijn er nog vier kleinere woonkernen: Haspershoven, Bolakker, 't Hasselt en Heesakker. Door het fenomeen van de lintbebouwing is de overgang van de woonkernen op veel plaatsen niet meer zichtbaar.

## Demografie

### Demografische ontwikkeling
- Bronnen:NIS, Opm:1831 tot en met 1981=volkstellingen; 1990 en later= inwonertal op 1 januari

### Aantal Nederlanders in Overpelt
| Immigratie Nederlanders | Immigratie Nederlanders |
| ----------------------- | ----------------------- |
| Aantal Nederlanders     | 900 / 7% (2006)         |

## Politiek

### Structuur
De gemeente Overpelt lag als zelfstandige gemeente in het kieskanton Neerpelt (dat identiek is aan het provinciedistrict Neerpelt) en het kiesarrondissement Hasselt-Tongeren-Maaseik (identiek aan de kieskring Limburg).
| Hamont-Achel     | Hamont-Achel     | Supranationaal         | Nationaal                         | Nationaal          | Gemeenschap       | Gewest            | Provincie         | Arrondissement           | Provinciedistrict | Kanton          | Gemeente        |
| ---------------- | ---------------- | ---------------------- | --------------------------------- | ------------------ | ----------------- | ----------------- | ----------------- | ------------------------ | ----------------- | --------------- | --------------- |
| Administratief   | Niveau           | Europese Unie          | België                            | België             | Vlaanderen        | Vlaanderen        | Limburg           | Maaseik                  | Maaseik           | Maaseik         | Overpelt        |
| Administratief   | Bestuur          | Europese Commissie     | Belgische regering                | Belgische regering | Vlaamse regering  | Vlaamse regering  | Deputatie         | Deputatie                | Deputatie         | Deputatie       | Gemeentebestuur |
| Administratief   | Raad             | Europees Parlement     | Kamer van volksvertegenwoordigers | Vlaams Parlement   | Vlaams Parlement  | Vlaams Parlement  | Provincieraad     | Provincieraad            | Provincieraad     | Provincieraad   | Gemeenteraad    |
| Kiesomschrijving | Kiesomschrijving | Nederlands Kiescollege | Kieskring Limburg                 | Kieskring Limburg  | Kieskring Limburg | Kieskring Limburg | Kieskring Limburg | Hasselt-Tongeren-Maaseik | Neerpelt          | Neerpelt        | Overpelt        |
| Verkiezing       | Verkiezing       | Europese               | Federale                          | Federale           | Vlaamse           | Vlaamse           | Provincieraads-   | Provincieraads-          | Provincieraads-   | Provincieraads- | Gemeenteraads-  |

### Geschiedenis

#### (Voormalige) burgemeesters
| Tijdspanne | Tijdspanne | burgemeester                | opmerking                                                                  |
| ---------- | ---------- | --------------------------- | -------------------------------------------------------------------------- |
|            | 1824-1866  | Jan Antoon Valentijns       | (1794-1875, voordien schout)                                               |
|            | 1867-1872  | Peter Henricus Laenen       | (1804-1895, voordien eerste schepen van 1836 tot 1866)                     |
|            | 1873-1887  | Ignatius Hubertus Missotten | (1835-1887, notaris)                                                       |
|            | 1887-1890  | Pieter Jan Valentijns       |                                                                            |
|            | 1891-1896  | Paul Antoon Emile Smets     |                                                                            |
|            | 1896-1912  | Antoon Van Lindt            | (1842-1912, voordien eerste schepen van 1890 tot 1896)                     |
|            | 1913-1931  | Frans Van Gaal              | (?-1931)                                                                   |
|            | 1932-1942  | Petrus Gerard Van Lindt     | (1879-1961, neef van Antoon Van Lindt, voordien schepen van 1921 tot 1932) |
|            | 1942-1944  | Matheus (Mathieu) Brebels   |                                                                            |
|            | 1944-1958  | Petrus Gerard Van Lindt     |                                                                            |
|            | 1959-1970  | Gilbert Seresia             | (1922-2007)                                                                |
|            | 1971-1977  | René Evers                  | (1926-2002)                                                                |
|            | 1977-1982  | Marcel Sleurs (CVP)         | (1925-1982)                                                                |
|            | 1983-2002  | Karel Pinxten (CVP)         | (1952)                                                                     |
|            | 2002-2006  | Karel Pinxten (VLD)         |                                                                            |
|            | 2006-2006  | Gerard Bloemen (CD&V)       | (1939)                                                                     |
|            | 2007-2018  | Jaak Fransen (CD&V)         | (1970)                                                                     |

#### Resultaten gemeenteraadsverkiezingen van 1976 tot en met 2012[3]
| Partij of kartel     | Partij of kartel                 | 10-10-1976 | 10-10-1976 | 10-10-1982 | 10-10-1982 | 9-10-1988 | 9-10-1988 | 9-10-1994 | 9-10-1994 | 8-10-2000 | 8-10-2000 | 8-10-2006 | 8-10-2006 | 14-10-2012 | 14-10-2012 |
| Stemmen / Zetels     | Stemmen / Zetels                 | %          | 21         | %          | 21         | %         | 21        | %         | 21        | %         | 23        | %         | 23        | %          | 23         |
| -------------------- | -------------------------------- | ---------- | ---------- | ---------- | ---------- | --------- | --------- | --------- | --------- | --------- | --------- | --------- | --------- | ---------- | ---------- |
|                      | SP1 / sp.a-spirit2 / sp.a-Groen3 | 17,631     | 3          | 14,171     | 2          | 12,111    | 2         | 11,81     | 2         | 11,671    | 2         | 12,852    | 2         | 16,403     | 4          |
|                      | CVP1/ CD&V2                      | -          |            | 36,261     | 8          | 57,331    | 14        | 54,21     | 14        | 46,771    | 12        | 37,292    | 10        | 37,352     | 10         |
|                      | VLD1 / PVO2 / Open Lijst3        | -          |            | -          |            | -         |           | 17,761    | 3         | 35,532    | 9         | 27,263    | 7         | 17,623     | 4          |
|                      | Vlaams Belang1 / Lijst Vissers2  | -          |            | -          |            | -         |           | -         |           | -         |           | 16,711    | 4         | 12,532     | 2          |
|                      | N-VA                             | -          |            | -          |            | -         |           | -         |           | -         |           | -         |           | 16,10      | 3          |
|                      | Agalev1 / Groen!2                | -          |            | -          |            | -         |           | -         |           | 6,031     | 0         | 5,302     | 0         | -          |            |
|                      | PELT1 / Liever Pelts2            | 79,431     | 18         | 29,881     | 7          | 13,071    | 2         | -         |           | -         |           | 0,582     | 0         | -          |            |
|                      | OVP1 / AKTIEF1                   | -          |            | 19,71      | 4          | 17,491    | 3         | 14,032    | 2         | -         |           | -         |           | -          |            |
|                      | AOV                              | -          |            | -          |            | -         |           | 2,22      | 0         | -         |           | -         |           | -          |            |
|                      | X                                | 2,94       | 0          | -          |            | -         |           | -         |           | -         |           | -         |           | -          |            |
| Totaal stemmen       | Totaal stemmen                   | 6869       | 6869       | 7583       | 7583       | 8147      | 8147      | 8467      | 8467      | 8906      | 8906      | 9501      | 9501      | 9630       | 9630       |
| Opkomst %            | Opkomst %                        |            |            |            |            | 97,56     | 97,56     | 96,83     | 96,83     | 95,74     | 95,74     | 96,19     | 96,19     | 92,34      | 92,34      |
| Blanco en ongeldig % | Blanco en ongeldig %             | 3,87       | 3,87       | 4,48       | 4,48       | 4,76      | 4,76      | 4,69      | 4,69      | 4,54      | 4,54      | 3,90      | 3,90      | 3,45       | 3,45       |

De zetels van de gevormde meerderheid staan vetjes afgedrukt. De grootste partij is in kleur.
De rode cijfers naast de gegevens duiden aan onder welke naam de partijen telkens bij een verkiezing opkwamen.
Zie voor de gemeenteraadsverkiezingen van 2018 en later op de fusiegemeente Pelt.

## Bezienswaardigheden

### Molens
Met vier watermolens op de Dommel, twee windmolens en een molenmuseum bezit de gemeente Overpelt een bijzondere rijkdom aan molens. Bovendien stonden in Overpelt de oudste watermolens die ooit werden teruggevonden in de archieven. Al in het begin van de achtste eeuw wordt er melding gemaakt van molens op de Dommel. Dit maakt het molenpatrimonium uniek in België.
De 6 Pelter molens zijn:
- Sevensmolen: een standaardmolen, gebouwd in 1745 in Helchteren. In 1853 verplaatst naar Overpelt. Aangekocht door de gemeente in '62 en overgebracht naar het park Heesakkerheide in 1964 en gerestaureerd in 1964 en 1989. De maalvaardige molen wordt in werking gehouden door de vzw Levende Molens Noord-Limburg.
- Wedelse Molen: een van de oudste watermolens van de Lage Landen. De molen werd gerestaureerd in 1974 en ingericht als taverne. Het houten raderwerk bleef bewaard en de molen draait nog dagelijks.
- Bemvoortse Molen: watermolen, rond 1295 gebouwd. Gerestaureerd in 1900. Bleef in werking tot eind jaren 80. De molen is nog maalvaardig.
- Slagmolen: wateroliemolen (1208), later omgebouwd tot graanmolen. Is thans een laboratorium.
- Kleine Molen: watermolen, heeft ook nog dienstgedaan als volmolen. Bleef in werking tot 1978. Kaarsengalerie Daelhoxent is in deze molen gevestigd.
- Molen van Leyssen: bovenkruier gebouwd in 1902. Thans ingericht als woning.
- Nabij de Sevensmolen bevindt zich het Molenmuseum, met onder meer een verzameling historische maaltechnieken en een verzameling weegtoestellen.

### Overige bezienswaardigheden
- De Sint-Martinuskerk is een neoromaanse kerk uit 1912
- De dorpslinde of kerkelinde, voor de kerk, sinds 1966 beschermd. Ze zou eind 16e eeuw zijn geplant door overlevenden van een pestepidemie. Anderen menen dat het de tweede of derde opvolger is van een ooit aanbeden boom. Tegenwoordig niet meer dan een stronk met takken.
- De oude pastorie, uit 1728, aan het Kerkplein, gebouwd door de Abdij van Floreffe
- De Oude Markt, een driehoekig plein met daarop de beelden:
  - Pelter Muzikanten, door Jet Moelans, uit 1987
  - Bokkenrijder, door Willy Ceyssens, uit 1960
  - Millennium, door Eric Vanmechelen, uit 2000
- Verdere monumenten:
  - Metamorfose, door Jef Leijssen, uit 1991, aan De Heuf
  - Oorlogsmonument, door Jules Vits, uit 1923, aan de Dorpsstraat

## Natuur en landschap
Overpelt ligt op de westflank van de Dommelvallei. De Dommel komt Overpelt binnen vanuit de gemeente Peer en vormt gedeeltelijk de natuurlijke grens met het naburige Neerpelt. Overpelt staat bekend als molengemeente: liefst 4 watermolens liggen op de Dommel; de oudste is de Wedelse Molen. Op het grondgebied van de gemeente Overpelt mondt de Holvense beek uit in de Dommel.
Ten westen van de Dommelvallei liggen uitgestrekte naaldboscomplexen op de voormalige heidegebieden. Een aantal daarvan, zoals Wandelbos Holven, Pijnven en Hobos, zijn toegankelijk voor het publiek. Een natuurgebied, deels bestaande uit vochtige heide, is 't Plat, in het brongebied van de Holvense beek. Nabij de Dommelvallei ligt het Wandelpark Heesakkerheide, waar zich ook de Sevensmolen bevindt.
De bossen en natuurgebieden in Overpelt behoren tot het bosgebied Bosland.

## Cultuur

### Dialect
Het Overpeltse dialect behoort tot het West-Limburgs. In sommige classificaties wordt het ook wel Dommellands genoemd, samen met het dialect van Neerpelt, Achel, Hamont en Sint-Huibrechts-Lille. Tussen Overpelt en Lommel loopt de taalgrens "Ürdinger-linie", de scheidingsgrens tussen Brabants (ik, ook) en Limburgs (ich, ooch). Typisch Limburgs is ook de meervoudsvorming door middel van umlaut: boek/bük, stoel/stül (i.p.v. boek/boeken, stoel/stoelen) en de oude, Algemeen-Germaanse lange -oe- klank in hoes(huis),moes (muis), en de oude -ie-klank in ies (ijs), kieke (kijken); klanken zoals die vandaag nog in bijvoorbeeld het Deens aanwezig zijn.

## Economie
Gedurende de 16e eeuw bloeide de lakennijverheid in Overpelt. Dit had te maken met de schapenhouderij op de uitgestrekte heidegebieden. Ook uit de Middeleeuwen stamt het viskweken. Daarna verschoof de bedrijvigheid naar de landbouw: de teelt van rogge en haver. Ook was er veehouderij. Vooral in de 19e eeuw werden grote delen van de heide bebost. De Abdij van Floreffe was reeds einde 18e eeuw doende met het planten van naaldbomen.
Vanaf einde 16e eeuw kwam de teutenhandel tot bloei, en in 1796 was meer dan 15% van de bevolking op een of andere wijze in deze bezigheid werkzaam.
In 1607 werd de eerste verharde weg met veldkeien aangelegd, die een noord-zuidverbinding vormde en ook door de huidige Dorpsstraat liep. De Steenweg op Luik werd in 1738 begonnen en kwam pas in 1814 gereed. Dit is de huidige Napoleonsweg die enkele kilometers ten westen van het dorp verloopt, eveneens van noord naar zuid. In 1860 kwam een oost-westverbinding gereed van Mol over Overpelt naar Hamont, de huidige N712. In 1865 volgde de spoorlijn van Eindhoven naar Hasselt. Deze spoorlijn werd na 1996 niet meer gebruikt en werd in 1999 opgebroken, waarna op het traject een fietspad werd aangelegd.
In 1880 kwam ook de oost-westverbinding gereed, die bekendstaat als de IJzeren Rijn. Stations werden gebouwd in Overpelt-Fabriek (1904) en Overpelt-Dorp (1911). In 1846 kwam het Kempens Kanaal gereed, en hier werd in 1888 de zinkfabriek gevestigd, waarmee Overpelt sterk industrialiseerde. Ook de wijk Overpelt-Fabriek kwam tot stand.
Voordien kende Overpelt ook industriële bedrijven: naast de wind- en watermolens was er een rosmolen op Hobos (1842-1877) die als moutmolen fungeerde. In 1858 werd een industriële bierbrouwerij (P.H. Missotten) opgericht, gevolgd door Brouwerij Kerkhofs. Begin 20e eeuw volgde de fabriek van E. Van Duffel-Poelmans voor fijne sigaren en in 1962 kwam er een fabriek van de sigarenfabrikant Willem II. Deze sloot in 2001. Andere 19e-eeuwse bedrijven waren een jeneverstokerij en enkele steenbakkerijen.
In 1960 werd het Nolimpark aangelegd: een bedrijventerrein van 250 ha. Er zijn bedrijven te vinden op het terrein van metaal- en kunststofverwerking, onder meer een vestiging van het bedrijf Brabantia.
Overpelt is bekend als verzorgingsgemeente. Liefst 3 ziekenhuizen liggen in de gemeente. In 2005 opende het Mariaziekenhuis (een fusie van de ziekenhuizen van Lommel en Neerpelt). Verder zijn er de gespecialiseerde MS-kliniek en gehandicaptencentrum Sint-Oda.

## Mobiliteit
Overpelt wordt in de Noord-Zuid-richting doorsneden door de gewestweg N74 Hasselt-Eindhoven. Er bevinden zich drie afritten op Overpelts grondgebied: Overpelt-Fabriek, Overpelt-Centrum en Lindel. Ook het knooppunt met de N71 bevindt zich op Overpelts grondgebied. Verder wordt de gemeente in het Noorden ook doorkruist door de expresweg N71 Achel-Geel. Enkele kleinere wegen die over Overpelts grondgebied lopen zijn: de N712 Mol-Achel, de autoweg N713 Overpelt - Overpelt-Fabriek, de N715 Hasselt-Eindhoven, de N790 Neerpelt-Overpelt-Fabriek, de N747 Overpelt-Hechtel, de N712a Overpelt Nieuwe Ring, de N712c Overpelt Oude Ring, de N712b Overpelt Dorpsstraat, de N764 Overpelt-Neerpelt-Station-Neerpelt, de T702 Holheide-Kattenbos en de T706 te Holheide.
Verder wordt Overpelt in het Noorden nog doorkruist door het Kempisch Kanaal, ook wel het Kanaal Bocholt-Herentals genoemd.
Op het gebied van spoorverkeer wordt Overpelt doorsneden door de IJzeren Rijn, de spoorweg die Antwerpen met Mönchengladbach in het Duitse Ruhrgebied verbindt, deze spoorweg is spoorlijn 19 van de NMBS. Aan spoorlijn 19 bevindt zich het station Overpelt-Dorp. Vroeger was er nog een tweede station, namelijk het station Overpelt-Werkplaatsen te Overpelt-Fabriek. Ook spoorlijn 18 Neerpelt-Genk passeert door Overpelt. Aan spoorlijn 18 bevinden zich geen stations op Overpelts grondgebied. Momenteel is deze spoorverbinding echter omgebouwd tot een fietspad. De Limburgse gouverneur Steve Stevaert wil echter deze lijn heropenen, dit staat beschreven in het zogenaamde Spartacusplan voor Limburg. Verder beschikt Overpelt ook nog over een private spoorweg van Umicore die de Umicore-fabriek in Overpelt-Fabriek met lijn 19 verbindt.

## Sport
In Overpelt speelt voetbalclub Esperanza Pelt in de nationale reeksen. De clubs Kadijk SK en Lindelhoeven VV spelen in de provinciale afdelingen. Tot 2003 speelde in de gemeente ook KVV Overpelt-Fabriek, dat een halve eeuw in de nationale reeksen speelden. Deze club ging echter op in fusieclub KVSK United en verdween uit Overpelt.
In Overpelt bevindt zich ook nog het subtropische zwembad Dommelslag en het sportcomplex de Bemvoort, aangrenzend aan dit sportcomplex ligt 't Pelterke. Een bekende schaakclub uit Overpelt is de Pelter Pion. Verder is er handbalploeg HCO. Zij spelen momenteel (2014) in de Liga-reeks (4de nationaal) en hebben ook jeugdploegen.

## Bekende Overpeltenaren
- Joannes Mathias Clerx, landdrost
- Joan Daemen, cryptograaf

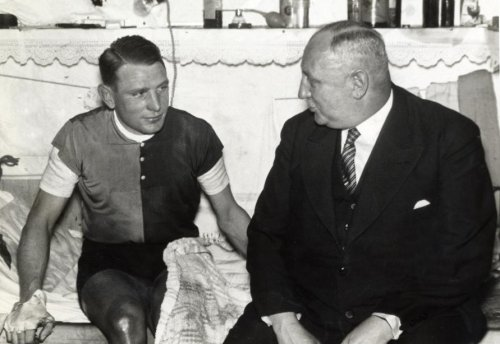
Gerard Loncke

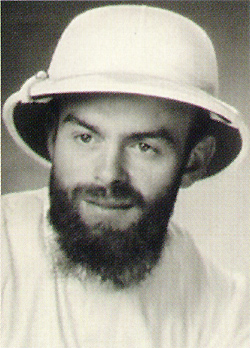
Christianus Vandael

- Johan Devrindt, voetbalinternational
- Bernt Evens, voetballer
- Romain Febvre, Frans motorcrosser, woonachtig in Overpelt
- Jaak Fransen, burgemeester vanaf 2007
- Frank Galan, charmezanger
- Gerard Loncke, wielrenner
- Hubert Leynen, senator, journalist en schrijver
- Stijn Meuris, zanger
- Theodorus Peltanus, jezuïet, filosoof en hoogleraar theologie
- Karel Pinxten, politicus, burgemeester en minister
- Karel Pinxten, econoom
- Gerard Plessers, voetbalinternational
- Theo Schildermans en Michel Vanduffel, missionarissen
- Gilbert Seresia, burgemeester
- Mathieu Smets, burgemeester
- C(h)ristianus Vandael, missionaris
- Frits Vanden Boer, voetballer
- Jan Van Duffel, priester die bekendheid genoot door zijn hoge leeftijd (105)
- Tom Vangeneugden, zwemmer
- Pieter Verhees, volleyballer
- Will van Woerkum, voetballer